# Chiesa di Gesù e Maria (Foggia)
La chiesa di Gesù e Maria è una chiesa di Foggia edificata nel 1510.

## Storia
La chiesa, edificata dall'francescani zoccolanti, era fulcro di un convento particolarmente esteso, comprendente le aree note oggi come piazza Lanza, piazza piano della Croce, villa comunale e ippodromo dei cavalli stalloni. Nel secolo XVII il convento divenne centro di studi di diritto, di etica, di teologia e filosofia; durante i corsi di studi di diritto si tenevano pubbliche dispute su materie riguardanti la fede, ciò spiega l'esistenza di due pulpiti in Chiesa. Nel 1715 venne costruita, a modo di cappella, un oratorio, chiamato sala San Francesco, intercomunicante con la Chiesa e riservato ai frati per le pratiche religiose dell'Ordine.
Nel 1726 Filippo di Borbone, re di Napoli, dichiarò reali sia il convento che la chiesa. Questa, col convento, che era collocato allora dove attualmente si trova il Palazzo degli Uffici Statali e costituiva con esso un unico edificio, fu gravemente rovinata dal terrificante terremoto del 1731 e fu riedificata dopo sette anni. Anche in quel tempo le fortune delle istituzioni religiose seguivano gli alti e bassi della politica e Gioacchino Murat, nel 1810, decretò la demolizione del Convento. Su quel suolo con i residui del materiale recuperato dal demolito convento (che era ritenuto uno dei primi d'Italia) fu costruito l'orfanotrofio Maria Cristina di Savoia, opera anche questa colossale, destinata, però, a non vivere a lungo, perché fu demolita per far posto alla costruzione dell'attuale palazzo degli uffici statali.
Dopo la distruzione del convento i frati si dedicarono alle cure della chiesa e nel 1857 costruirono alle spalle del tempio un piccolo ospizio; ma anche questo venne eliminato nel 1866 e lo stabile fu trasformato in quella che oggi prende il nome di caserma Cavour. Questa sequela di vicissitudini determinò l'allontanamento dei frati e il passaggio alla giurisdizione del vescovo cittadino della chiesa di Gesù e Maria e della sala di San Francesco, che prese il nome di chiesa di San Ciro fu aperta al culto dei fedeli a mezzo di una porta esterna, che prima non esisteva.
Solo nell'anno 1936 i frati ripresero possesso della chiesa e da allora ebbero inizio i restauri. Si ebbe la restituzione della chiesa di San Ciro da parte dell'autorità vescovile. Venne creata una sala attrezzata a cinema e teatro per l'educazione dei giovani.

## Descrizione
La costruzione è barocca con pianta a croce latina, a tre navate delimitate da pilastri con archi. All'incrocio del transetto si eleva la cupola affrescata nel 1750 da Nicola Lersotti. L'interno è arricchito da altari marmorei, decorazioni a stucco e dipinti di scuole diverse.
Durante alcuni restauri della Chiesa è stato trovato ben segnato un arco con diversi affreschi che si suppongono di autori del secolo XVI e sono raffiguranti Carlo, re di Sicilia, Pietro, re di Castiglia. Dagli esami tecnici della fattura dei dipinti e della composizione dell'arco si è arguito che in quel luogo ha dovuto preesistere una cappella palatina.